# Queijo amarelo da Beira Baixa

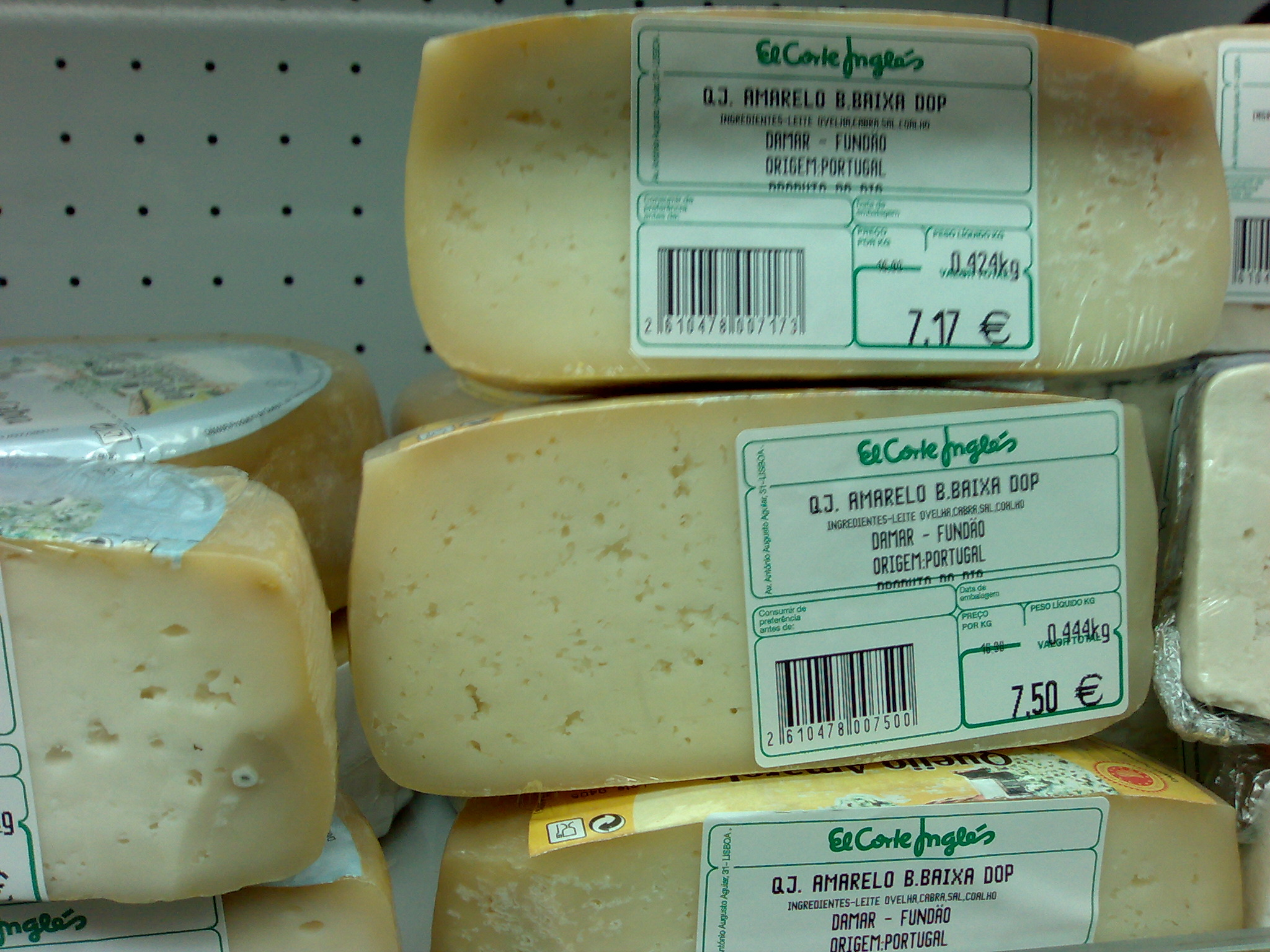
Queijo amarelo da Beira Baixa, produzido no Fundão

Queijo amarelo da Beira Baixa é um queijo português oriundo da  região da Beira Baixa. Constitui uma denominação de origem protegida, de acordo com as normas da União Europeia.
Fabricado com leites crus de ovelha e de cabra, é um queijo curado, de pasta semi-dura ou semi-mole, untuosa, com alguns olhos irregulares, apresentando uma cor amarelada. A coalhada é obtida usando coalho de origem animal, aplicado ao leite cru. Para além do coalho e do leite, inclui também sal, nos seus ingredientes.
Após a obtenção da coalhada, segue-se o período de maturação, que dura entre 45 e 90 dias. Quando os 90 dias de cura são ultrapassados, passa a ser designado como queijo amarelo da Beira Baixa velho, adquirindo uma consistência mais dura e uma cor entre o alaranjado e o amarelo torrado.
Possui um aroma intenso e um sabor ligeiramente acidulado. A sua forma é cinlíndrica, com faces laterais abauladas, apresentando diâmetros de cerca de 14 cm e alturas de 5 cm. O seu peso médio é de 800 g.
Deve ser conservado a temperaturas compreendidas entre os 0 ℃ e os 10 ℃, em local limpo.
O queijo é produzido nos concelhos de Castelo Branco, Belmonte, Fundão, Penamacor, Idanha-a-Nova, Proença-a-Nova, Vila de Rei, Sertã, Vila Velha de Ródão, Oleiros e Covilhã. A produção anual ronda as 300 toneladas.

## Consumo
O queijo amarelo da Beira Baixa pode ser consumido como sobremesa, como entrada ou como merenda, com pão a acompanhá-lo.

## Valor económico
Segundos dados de 2019, foram produzidos neste ano cerca de 78.803 kg de Queijo Amarelo da Beira Baixa DOP, sendo o quinto queijo com DOP mais produzido em Portugal (cerca de 4% da produção nacional). O preço médio do queijo, incluindo IVA, foi de 11,37 euros por kg. 

### Produção
O sistema produtivo do queijo amarelo da Beira Baixa DOP é composto por 96 explorações abastecedoras de leite e 5 queijarias certificadas (dados de 2020).